# Oskar Duschinger

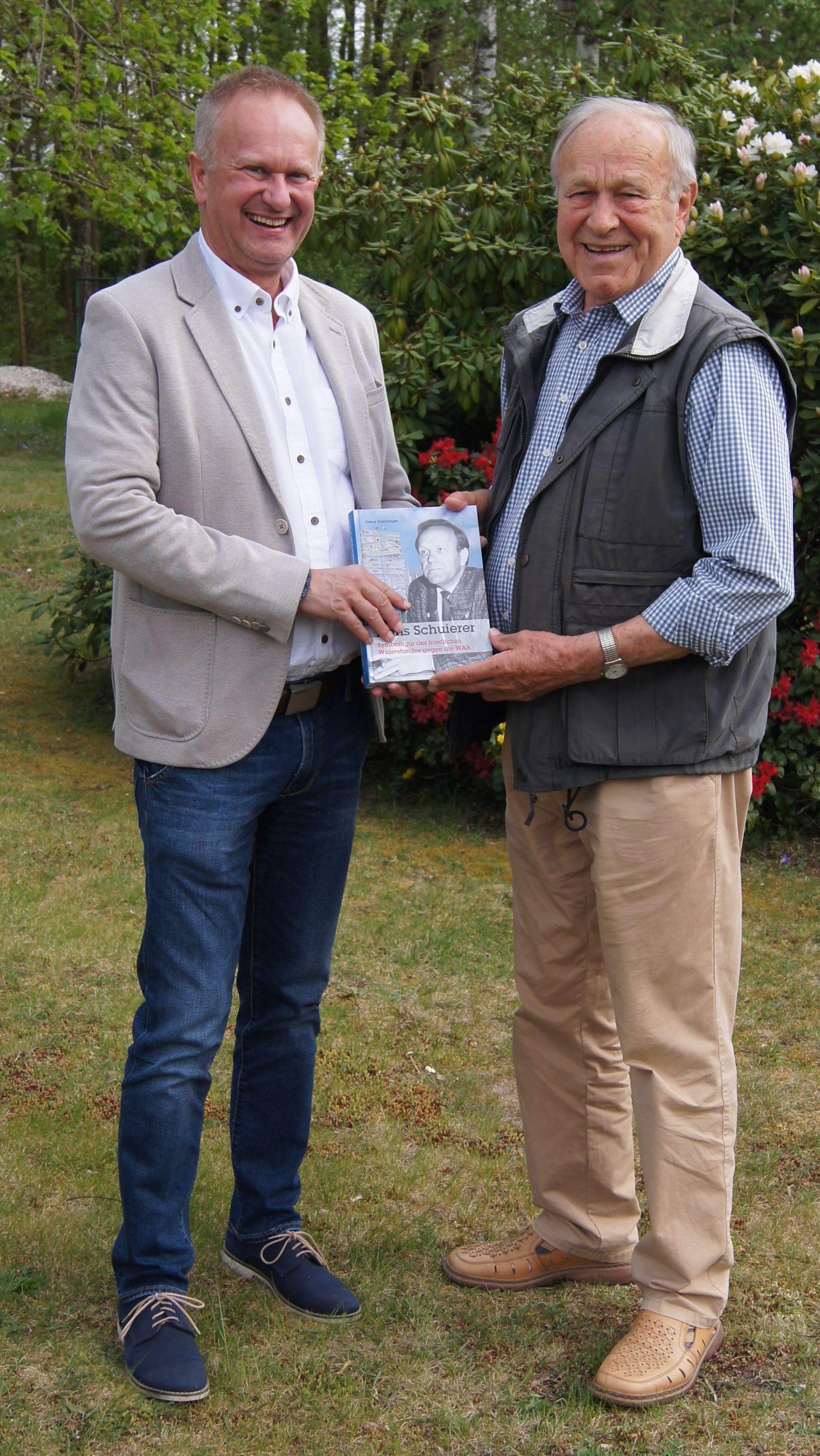
Oskar Duschinger und Hans Schuierer mit Biografie 2018

Oskar Duschinger (* 1959 in Münchshofen) ist ein oberpfälzer Pädagoge, Autor, Biograf und Heimatforscher.

## Leben
Duschinger studierte an der Universität Regensburg für das Lehramt an Grundschulen (Geschichte, Germanistik und Sport). Währenddessen war er freier Mitarbeiter für die Zeitschrift Lokal. Acht Jahre lang war Duschinger Schulleiter an der Grundschule Fischbach (Nittenau) und wechselte dann nach Maxhütte-Haidhof. Seit 1995 lebt Duschinger in Bruck in der Oberpfalz.

## Literarischer Protest gegen die WAA

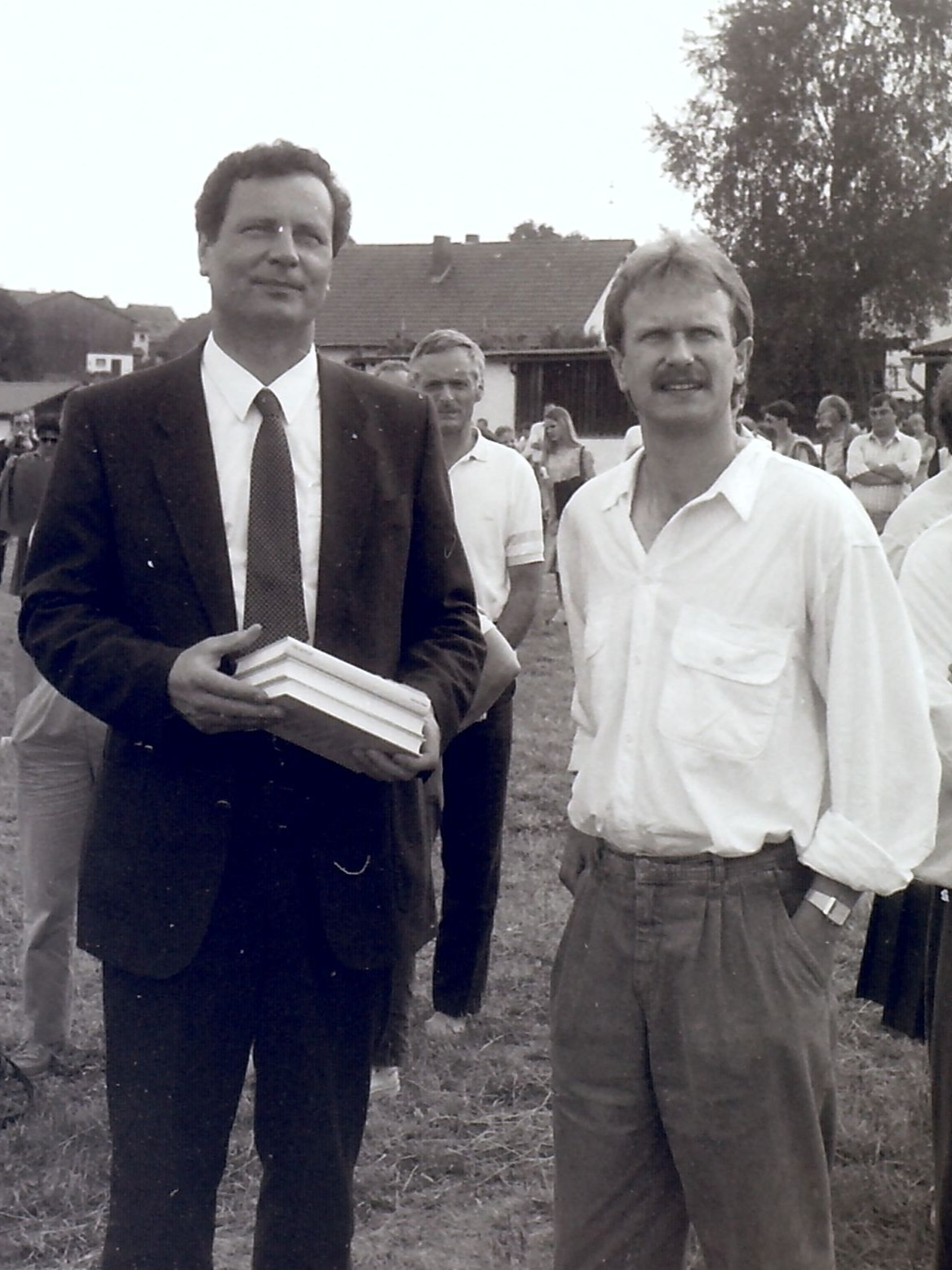
Oskar Duschinger (rechts) überreichte 1986 sein Buch "unbestechlich" an Josef Reschen

Duschinger engagierte sich schon früh im Kampf gegen die atomare Wiederaufarbeitungsanlage Wackersdorf (WAA) in den 1980er Jahren. Er habe damals keine Steine geworfen, sondern ein Buch geschrieben und wollte damit diese „umweltzerstörende Anlage verhindern“.
Auf dem Höhepunkt des WAA-Widerstands 1986 schrieb er sein erstes biografisches Buch unbestechlich über den damaligen Landrat Hans Schuierer. Duschinger war „beeindruckt von diesem Mann, der sich durch nichts von seinem gewaltlosen Widerstand abbringen ließ“. Das Regensburger Landgericht untersagte allerdings jeglichen Verkauf oder Vertrieb des Buches wegen strittiger Passagen. Der Regensburger Polizeipräsident Wilhelm Fenzl sah sich falsch wiedergegeben, was die Anzahl verletzter Polizeibeamter anging. Die betroffenen Zeilen wurden daraufhin geschwärzt und das Buch kam in den Handel. Für Duschinger habe sich der Protest gegen die WAA gelohnt, da „die Strahlenfabrik inmitten unserer Heimat“ verhindert werden konnte.
2018 veröffentlichte Duschinger die zweite Biografie über „Hans Schuierer – Symbolfigur des friedlichen Widerstandes gegen die WAA“. Nach einem Gespräch mit dem Wackersdorf 2018-Produzenten Ingo Fliess schilderte Duschinger im Buchkapitel „Der alte Schreibtisch kommt zu Ehren“ das Zustandekommen des Films.

## Filme und Dokumentationen
- Atomares Endlager in der Oberpfalz? – Interview von Oskar Duschinger mit Hans Schuierer 2020, 6 Min[11]
- Buchvorstellung: Hans Schuierer – Symbolfigur des friedlichen Widerstands gegen die WAA. 7 Min[12]
- Buchvorstellung: Hans Schuierer – Symbolfigur des friedlichen Widerstands gegen die WAA. 1 Min[13]
- Hans bleib do ... Titelsong zum Buch "Hans Schuierer" 2018, Musik: "GAMPE – Americana aus Bayern",[14] Video: Oskar Duschinger, 5 Min[15]
- Oskar Duschinger am Franziskus-Marterl zum Buch "Hans Schuierer – Symbolfigur des Widerstandes gegen die WAA", 2 Min[16]
- "Maxhütte" - Geschichte eines Werkes und einer Stadt, 3 Min[17]
- Interview mit Oskar Duschinger zum Buch "Maxhütte" – Geschichte eines Werkes und einer Stadt. 7 Min[18]
- Lesung aus dem Buch "Maxhütte" - Geschichte eines Werkes und einer Stadt. 3 Min[19]
- Zwischen Wasserwerfern und Gasgranaten – Hans Schuierer ist die Oberpfälzer Symbolfigur des friedlichen Widerstands. Oskar Duschinger beschreibt sein Leben als Politiker, Mensch und WAA-Gegner.[20]
- Das Eisenwerk, das Geschichte schrieb[21]

## Werke und Veröffentlichungen
Duschingers Heimatverbundenheit zur Oberpfalz und deren strukturellen und geschichtlichen Wandel thematisiert er immer wieder in seinen Büchern.
- unbestechlich – Hans Schuierer. Ein Leben für die Bürger und gegen die WAA. Lokalverlag Max Krempl, Burglengenfeld 1986, ISBN 3-925603-03-4.[22]
- Hans Schuierer – Symbolfigur des friedlichen Widerstandes gegen die WAA. Buch- & Kunstverlag Oberpfalz 2018, ISBN 978-3-95587-063-8.[23][24]
- Hans Schuierer: Die Oberpfälzer Symbolfigur für Demokratie und Schutz der Heimat wird 90 Jahre alt.[25]
- mit Bernhard von Zech-Kleber: Wiederaufbereitungsanlage Wackersdorf. In: Historisches Lexikon Bayerns[26]
- mit Frank Pabst und Stefan Jahreiß: Die Höllohe[27] – Geschichte und Geschichten aus dem Wild- und Freizeitpark Höllohe. Regional-Verlag Bodner Pressath 2024, ISBN 978-3-947247-97-4.[28][29]
- mit Dietmar Zierer: Glanz und Elend der Maxhütte. Lokalverlag Max Krempl 1990, ISBN 3-925603-09-3.[30]
- "Maxhütte" – Geschichte eines Werkes und einer Stadt – 30 Jahre nach dem Ende des Eisenwerkes in Haidhof. Battenberg Gietl Verlag Regenstauf 2020, ISBN 978-3-86646-383-7.[31][32]
- mit Karl Bösl: Im Fadenkreuz des Krieges – Erinnerungen eines bayerischen Marinesoldaten. Lassleben-Verlag Kallmünz 1999, ISBN 3-7847-1166-9.[33]
- Sagenhafte Weihnachtszeit: Weihnachten wie es früher war. 39 Geschichten rund um Weihnachten aus einer längst vergangenen Zeit. Von Weihnachten dahoam bis Weihnachten in Krieg und Gefangenschaft mit Zeichnungen von Ludwig Mailli, Siegfried Schöberl, Otto Rohleder, Morsak-Verlag Freyung/Grafenau 2019, ISBN 978-3-86512-170-7.[34][35]
- mit Karl Bösl: Geheimnisvolle Weihnachtszeit. Laßleben Verlag Kallmünz 2000, ISBN 3-7847-8243-4.[36]
- mit Karl Bösl: Das verlorene Paradies. Lassleben Verlag Kallmünz 2001, ISBN 3-7847-8245-0.[37]
- mit Karl Bösl: Aus meiner Schulzeit 1928–1936. Lokalverlag Max Krempl 1988, ISBN 3-925603-07-7.[38]
- Tatzenstock und Lausbubenstreiche. Schulgeschichten aus den 1930er Jahren. Zeichnungen von Siegfried Schöberl, Buch- und Kunstverlag Oberpfalz 2007, ISBN 978-3-935719-43-8.[39]
- mit Georg Ellert: Hüttenwerk und Hammersee. Buch- und Kunstverlag Oberpfalz 2011, ISBN 978-3-935719-70-4.[40]

## Auszeichnungen
- Förderpreis der Sparkassenstiftung im Landkreis Schwandorf 2010 für sein Buch "Hüttenwerk und Hammersee - Bodenwöhrer Erinnerungen"[41]